# Victoria Tolbert
Victoria Anna David Tolbert, née David, le 12 juillet 1916 au Liberia, morte en  novembre 1997, est la première dame du Liberia de 1971 à 1980, un moment emprisonnée après l'assassinat de son mari, président, lors d’un coup d’Etat mené par Samuel Doe.

## Biographie
Victoria Anna David est née le 12 juillet 1916 à Robertsport, dans le comté de Grand Cape Mount, au Liberia. Son père, Isaac David, est un immigrant américain originaire de Little Rock, Arkansas. Sa mère, Rosaline Houston, est une Libérienne d'origine de l'ethnie Vaï. Victoria reçoit une éducation de base par la missionnaire épiscopale Margarita S. Ridgely. Elle suit ensuite une formation pour devenir enseignante en école primaire. Elle commence à enseigner à la maternelle dans une école de la mission en 1934, et c'est là qu'elle rencontre William Tolbert.
Victoria épouse William Richard Tolbert le 12 mai 1936 à Robertsport. Peu de temps après le mariage, le couple déménage à Bensonville, où elle poursuit son travail d'enseignante et où William commence à travailler pour le gouvernement. En 1951, William est élu vice-président du Liberia. En juillet 1971, à la mort du président William Tubman, William Tolbert devient président du Liberia. En tant que première dame, Victoria est à l'origine d’une collecte de fonds. Victoria et William ont huit enfants ensemble. 
Le président Tolbert est tué lors du coup d'État du 12 avril 1980, un matin dans le palais présidentiel, par les hommes de main de Samuel Doe, un militaire qui s’empare du pouvoir par un coup d'État[3]. Après le coup d'État, Victoria Tolbert est emprisonnée puis assignée à résidence par le régime de Samuel Doe. Elle est finalement libérée en juillet 1980 et autorisée à partir en exil pour les États-Unis. Aux États-Unis, elle vit quelque temps à White Plains, dans l'État de New York, avant de s'installer à Plymouth, dans le Minnesota, avec l'une de ses filles. En 1996, Victoria Tolbert publie un livre qu'elle a écrit, intitulé Lifted Up : The Victoria Tolbert Story. En novembre 1997, elle meurt d'une crise cardiaque à Plymouth, dans la banlieue de Minneapolis. Les sources ne concordent pas sur la date exacte de son décès. Le New York Times indique qu'elle est décédée le 8 novembre, tandis que l'Associated Press indique qu'elle est décédée le 9 novembre. Elle est inhumée au cimetière de Kensico à Valhalla, dans l'État de New York.